# Списък на езици, използващи кирилица
Този списък показва езици, които използват или са използвали азбука въз основа на кирилицата. Повечето от символите на кирилица на различни езици, присъстват в Уникод (вж. символи на кирилица в Уникод).

## Индоевропейски езици
- Балтийски езици
  - литовски (края на XIX век – началото на ХХ век успоредно с латински)

- Индо-ирански езици
  - Индийски (индуски, индо-арийски) езици
    - Цигански език (в Сърбия и СССР в 1927)

  - Ирански езици
    - Белуджки език (опити в СССР (Туркменска ССР) от 1980)
    - Кюрдски език (в бившия СССР 1946)
    - Осетински език (XVIII век – 1924, от 1938)
    - Таджикски език (от 1940)
    - Татски език (от 1938)
    - Шугнански език (от 1980-те)
    - Ягнобски език (от 1990-те)

- Романски езици
  - Молдовски език (до 1932-те 1937 – 1989 в Молдова, все още е в Приднестровието)
  - Румънски език (до 1860)
  - Ладински в някои публикации в България.

- Славянски езици
  - Старобългарски език
  - Църковнославянски език (с изключение на хърватски и чешки глаголически диалекти)
  - Беларуски език
  - Български език (от IX век)
  - Македонска литературна норма
  - Междуславянски език
  - Полески диалект (от 1988)
  - Полски език (опити от средата на XIX век)
  - Русински език
  - Руски език (от IX в.)
  - Сръбски език
  - Украински език

## Кавказки езици
- Абазински език (от 1938)
- Абхазки език (1862 – 1926; от 1954-те)
- Аварски език (XIX век, успоредно с арабски, от 1938-те)
- Агулски език (от 1990-те)
- Адигейски език (от 1938)
- Арчински език (опити от 2000)
- Ахвахски език (опити от 1980-те)
- Даргински език (края на XIX – началото на XX век, успоредно с арабски, от 1938-те)
- Ингушки език (от 1937)
- Кабардински език (края на XIX – началото на XX век, успоредно с арабски, от 1936)
- Кубачински език (опити от 1990-те)
- Лакски език (края на XIX – началото на XX век, заедно с арабски, от 1938-те)
- Лезгински език (края на XIX – началото на XX век, успоредно с арабски, от 1938-те)
- Рутулски език (от 1990-те)
- Табасарански език (от 1938)
- Удински език (или опити за 1990-те, успоредно с латински)
- Хиналугски език (опит през 1990)
- Цахурски език (от 1990-те, успоредно с латински)
- Цезки език (от 1993-те)
- Чеченски език (от 1938-те, в 1991 – 2000 и латински)

## Китайско-тибетски езици
- Китайски клон
  - Дугански език (от 1953)

## Чукотско-Камчатски езици
- Ителменски език (от 1980-те)
- Корякски език (от 1937)
- Чукчи (от 1937)

## Монголски езици
- Бурятски език (опити в края на XIX – началото на XX век, успоредно с монголски, от 1939-те)
- Калмишки език (1924 – 1930; от 1938)
- Монголски език (от 1940-те)
- Даурски език (опит през 1957)

## Тунгуско-манджурски езици
- Нанайски език (опити в края на XIX век, 1928 – 1929; през 1937-те)
- Негидалски език (от 2009-те)
- Орокски език (от 2008-те)
- Орочски език (2000-те)
- Удегейски език (от 1937),
- Улченски език (от 2001-те)
- Евенкски език (опити XIX век до 1937)
- Евенски език (от 1937)

## Тюркски езици
- Азербайджански език (1939 – 1991)
- Алтайски езици (1845 – 1928; от 1938)
- Башкирски език (края на XIX – началото на XX век, успоредно с арабски, от 1940-те)
- Гагаузки език (опити в края на XIX – началото на ХХ век, 1957, 1990-те)
- Долгански език (с 1973)
- Казахски език (края на XIX – началото на XX век, успоредно с арабски, от 1940-те)
- Караимски език (XX в.)
- Каракалпакски език (1940 – 1994)
- Карачаево-Балкарски език (от 1936)
- Киргизки език (от 1940-те)
- Кримскотатарски език (в 1938 – 1990)
- Кримчакски език (1990)
- Кумандински език (опити, от 1990-те)
- Кумикски език (от 1938)
- Ногайски език (от 1938)
- Сойотски език (2000-те)
- Татарски език (края на XIX – началото на XX век, успоредно с арабски, от 1938-те)
- Телеутски език (от 2004-те)
- Тофаларски език (в 1988)
- Тувински език (опити за 1920; от 1941)
- Туркменски език (1940 – 1991)
- Узбекски език (1941 – 1998 от 1998-те се използва в комбинация с латински)
- Уйгурски език (1947-те)
- Хакаски език (в края на XIX век – 1929-те, от 1939-те)
- Чувашки език (от края на XVIII век)
- Шорски език (в края на XIX век – 1929-те, от 1938-те)
- Якутски език (XIX век – 1917; от 1939-те)

## Уралски езици
- Самоедски езици
  - Нганасански език (от 1990-те)
  - Ненецки език (опити в края на XIX век до 1937)
  - Селькупски език (опити в края на XIX век до 1937)
  - Енецки език (опити от 1980-те)
- Угро-фински езици
  - Карелски език (XIX – началото на XX век; 1937 – 1940)
  - Коми (виж също Древнепермско писмо)
    - Коми-зарянски език (в началото на XIX век – 1930 – 1936)
    - Коми-Пермски език (края на XIX век – 1930 – 1936)
    - Коми-язьвински език (от 2003-те)

  - Мансийски език (опити в началото на XX век, през 1937-те)
  - Марийски език (от края на XVIII век)
  - Мордовски езици
    - Мокшански език (от края на XVIII век)
    - Ерзянски език (от края на XVIII век)

  - Саамски език (опити в края на XIX век, 1937 – 1938, 1982-те (в Русия))
  - Удмуртски език (от края на XVIII век)
  - Хантийски език (опити в края на XIX – началото на XX век, от 1937-те)

## Други езици
- Алеутски език (XIX – началото на XX век; 1990-те)
- Алютикски език (XIX – началото на XX век; 1990-те)
- Асирийски език (в бившия СССР през 1920-те)
- Кетски език (от 1980-те)
- Нивх език (от 1937)
- Тлинкитски език (опити XIX – началото на XX век)
- Ескимоски език (опити в края на XIX век, от 1937-те, на територията на Русия)
- Юкагирски език (от 1987)

- Изкуствени езици
  - Словянски език
  - Словио